# Лутіке
Лу́тіке (ест. Lutike küla) — село в Естонії, у волості Отепяе повіту Валґамаа.

## Населення
Чисельність населення на 31 грудня 2011 року становила 28 осіб.

## Географія
Через населений пункт проходить автошлях 23168 (Нееруті — Макіта).

## Історія
Під час адміністративної реформи 1977 року до села Лутіке відійшла територія села Макіта, що було ліквідовано. 29 липня 2007 року село Макіта було відокремлено від Лутіке.
До 21 жовтня 2017 року село входило до складу волості Палупера повіту Валґамаа.